# Tremecém (província)
Tremecém (em árabe: تلمسان) é uma província no noroeste da Argélia. O Parque Nacional de Tremecém está lá.

## Divisões administrativas
A província é dividida em 20 distritos (daïras), que são divididos em 53 comunas ou municipalidades.
Os distritos são:
- Aïn Tallout
- Bab El Assa
- Bensekrane
- Béni Boussaïd
- Béni Snous
- Chatouane
- Felaoucene
- Ghazaouet
- Hennaya
- Honaine
- Maghnia
- Mansourah
- Marsa Ben M'Hidi
- Nedroma
- Ouled Mimoun
- Remchi
- Sabra
- Sebdou
- Sidi Djillali
- Tremecém